# Кобляков, Николай Владимирович
Николай Владимирович Кобляков (род. 26 февраля 1973 года в г. Уфа, СССР) — российский предприниматель, создатель Senior Group, крупнейшей в России сети домов престарелых. Один из активистов французской правозащитной ассоциации Russie-Libertes (рус. Свободная Россия). Находился в международном розыске с января 2013 года. 30 июля 2014 года он был арестован в Болгарии. 8 июля 2015 был исключен из списка Интерпола, как преследуемый по политическим мотивам.

## Биография
Николай Кобляков родился 26 февраля 1973 года в Уфе. Окончил физический и юридический факультеты МГУ им. М. В. Ломоносова и Лондонскую школу экономики и политических наук.
В период с 1995 по 2001 год Кобляков занимал пост генерального директора в компании «Коббольд», специализировавшейся на продаже аудио- и видеопродукции. Также в 1995 году он был сооснователем дистрибьюторской компании «Узел Развлечений». В 2003 году в Париже Николаем Кобляковым с партнёрами был куплен магазин исторической книги Librairie du Globe, который в тот момент находился на грани банкротства. В 2007 году им была приобретена французская компания StankoFrance, часть бывшего советского «Станкоимпорта». В этом же году при поддержке французской Group Almage Кобляков основывает в России компанию Senior Group, представляющую собой сеть частных резиденций для пожилых людей. Также Коблякову принадлежали 49 % частного дома престарелых Moninot.
В 2010 году в день рождения бизнесмена его московскую квартиру обыскивают, а сам Кобляков был вызван на допрос в Следственный комитет. В июле 2010 года Кобляков покидает Россию и уезжает в Киев, а затем во Францию, получив там гражданство. После этого он был заочно арестован и объявлен СКР в международный розыск, возбуждено уголовное дело, предусматривающее наказание за мошенничество в особо крупном размере. 14 октября 2010 года он был приглашён в Горки на встречу социальных педагогов и работников президентом Дмитрием Медведевым. В 2011 году Кобляков продал свою долю в Senior Group и начал бизнес по строительству элитных домов престарелых в Прибалтике. В Париже Кобляков основал (по словам самого Коблякова, он не является основателем) правозащитную ассоциацию Russie-Libertes (рус. Свободная Россия), с 2011 года организовавшую в Париже несколько протестных акций в защиту прав и свобод в России (поддержка Pussy Riot, фигурантов болотного дела и др.).

## Уголовное дело
После отъезда Коблякова во Францию по ходатайству Главного следственного управления СКР он был заочно арестован Басманным судом и объявлен в международный розыск. В отношении предпринимателя в России было заведено уголовное дело по ч. 4 ст. 159 УК РФ (мошенничество в особо крупном размере).
По версии Следственного комитета, в 2004–2005 годах Николаем Кобляковым было оказано содействие Сагадату Хабирову (бывшему гендиректору ВО «Станкоимпорт») в выводе зарубежных активов компании путём создания схемы фиктивной денежной задолженности. Следствие утверждает, что сообщники сменили руководителя дочернего предприятия Михаила Егорова на подконтрольного себе Франсуа Девера. Затем были наняты французские адвокаты, создавшие фиктивную задолженность на сумму в €1,5 млн, что, в свою очередь, дало возможность голландской компании (действовавшей якобы в интересах Коблякова и Хабирова) завладеть имуществом филиала. По некоторым данным, с данной махинации сообщники могли получить €5,5 млн.
Расследование по делу хищения филиала «Станкоимпорта» началось в 2007 году, когда выяснилось, что французские активы предприятия похищены. Следствие считает, что по аналогичной схеме были похищены имущества филиалов «Станкоимпорта» ещё в 19 государствах, среди которых Бельгия, Германия, Канада, Мексика, США и Финляндия. Первыми обвиняемыми стали экс-руководитель столичного управления Минимущества Татьяна Найдёнова и председатель совета директоров ОАО «ВО „Станкоимпорт“» Владимир Полютов. Им была инкриминирована ч. 3 ст. 286 УК РФ (превышение должностных полномочий с причинением тяжких последствий). В 2012 году присяжные в Мосгорсуде признали Найдёнову и Полютова виновными. Суд осудил Татьяну Найдёнову на 3 года лишения свободы и обязал её возместить более 2,5 млрд руб. ущерба. Владимир Полютов покончил жизнь самоубийством после оглашения обвинительного приговора. Дело Сагадата Хабирова было прекращено в связи с его смертью при невыясненных обстоятельствах в Израиле.
29 июля 2014 года в аэропорту Софии Кобляков был задержан Интерполом по запросу России. РФ отправила в Болгарию официальный судебный запрос на экстрадицию Коблякова. 1 августа судом Софии он был отпущен под подписку о невыезде. Судом были приняты во внимание те факты, что задержанный является также гражданином Франции, не был осуждён и имеет собственную фирму, также бизнесмен заверил суд в том, что «не будет бегать». 21 октября судом Софии было отказано в экстрадиции Коблякова в Россию. Софийским городским судом было признано, что тот не смог разобраться в предъявляемых бизнесмену обвинениях по причине их неясного описания, отметив также, что Болгария не знала подобной практики и не имеет подобных прецедентов в своём законодательстве.
По версии Коблякова, уголовное преследование, начатое в 2010 году в России, является «политически мотивированным», и это связано в первую очередь с деятельностью Russie-Libertes, неоднократно с 2011 года критиковавшую власть РФ, и гражданской позицией Коблякова.